# Tetton
Tetton var en civil parish från 1866 till 1970 då den blev en del av Moston, i grevskapet Cheshire, i England. Civil parish var belägen 8 km från Crewe och hade 309 invånare år 1961. Byn nämndes i Domedagsboken (Domesday Book) år 1086, och kallades då Tadetune.